# Кудря, Зоя Анатольевна
Зо́я Анато́льевна Ку́дря (в замужестве Дзюбло; род. 8 января 1953, Тула, Тульская область, РСФСР, СССР) — российская сценаристка, кинодраматург, педагог, журналистка. Лауреат Государственной премии Российской Федерации (2002). Заслуженный деятель искусств Российской Федерации (2025). Член Союза кинематографистов России. Руководитель мастерской сценарно-киноведческого факультета ВГИКа, доцент. Преподаватель «Школы-студии Александра Митты» в Москве. Один из учредителей Фонда поддержки и развития творческих киноинноваций «КИТ» (кино, интернет, телевидение).
Среди наиболее известных её работ — сценарии к фильмам и сериалам «Курсанты» (2004), «Ликвидация» (2007), «Адмиралъ» (2008), «Старшая жена» (2008), «Голоса» (2010), «Мосгаз» (2012), «Палач» (2014).

## Биография
Зоя Кудря родилась 8 января 1953 года в Туле в семье Анатолия Григорьевича и Марии Николаевны Кудря (в девичестве Тишкина) . Кудря — это её девичья фамилия по отцу, в настоящее время носит фамилию мужа — Дзюбло.
Окончила среднюю школу № 23 города Тулы. Сразу после школы, в возрасте семнадцати лет, уехала в Москву поступать в институт.
В 1976 году окончила факультет журналистики МГУ, после чего была направлена по распределению в Туркменскую ССР для работы корреспондентом в редакции газеты «Комсомолец Туркменистана» в Ашхабаде.
По возвращении в Москву Зоя долго не могла устроиться по своей специальности по причине, как она считает, её беспартийности. Тогда она решила прекратить хождение по инстанциям в поисках работы. По рекомендации драматурга Валерия Залотухи поступила на Высшие курсы сценаристов и режиссёров (ВКСР), успешно их окончила и в итоге переквалифицировалась в драматурга.
Своим учителем по написанию киносценариев Зоя Анатольевна считает известного кинодраматурга Валерия Семёновича Фрида.
С конца 1990-х по начало 2000-х годов по приглашению Виктора Шендеровича писала сценарии к нескольким выпускам сатирической передачи «Куклы» для телеканала НТВ.
В апреле 2006 года Зоя Кудря приняла предложение стать художественным руководителем компании «Амедиа».

## Семья
- Муж — Александр Дзюбло, журналист, выпускник факультета журналистики МГУ[2][10].
  - Дочь — Надежда Александровна Дзюбло (род. 1974), работает в сфере, не связанной с кино[2].
    - Внук — Даниил Анисимов (род. 1992), кинооператор, работает продюсером на телеканале «Russia Today» (RT). 20 февраля 2014 года попал под обстрел во время освещения беспорядков на киевском Майдане[2][10][13][14].

  - Сын — Александр Александрович Дзюбло (род. 1977), режиссёр, окончил Высшие режиссёрские курсы, снимает кино[2].

## Фильмография
Автор сценария (соавтор, участие)
- 1990 — «Хомо новус»
- 1992—1994 — «Горячев и другие»
- 1993 — «Будулай, которого не ждут»
- 1994 — «Год собаки»
- 1996 — «Короли российского сыска» (серия № 2 «Воскресное убийство»)
- 1996—1997 — «Клубничка»
- 1999 — «Простые истины»
- 2000 — «Граница. Таёжный роман»
- 2002 — «Раскалённая суббота»
- 2004 — «Курсанты»[6][7]
- 2004 — «Надежда уходит последней»
- 2004 — «Сёстры»
- 2004 — «Слова и музыка»
- 2005 — «Лебединый рай»
- 2005 — «Охота на изюбря»
- 2007 — «Ликвидация»
- 2008 — «Адмиралъ»
- 2008 — «Старшая жена»
- 2008 — «Ангелы» («У ангелов нет крыльев») (фильм не завершён)
- 2009 — «Пелагия и белый бульдог»
- 2009 — «Адмиралъ» (сериал)
- 2010 — «Голоса»
- 2010 — «Индус»
- 2010 — «Семейный дом»
- 2012 — «Блиндаж»
- 2012—2020 — «Мосгаз»
- 2013 — «Шерлок Холмс»
- 2014 — «Тайна четырёх принцесс»
- 2014 — «Палач»
- 2015 — «Выстрел»
- 2016—2018 — «Челночницы»
- 2016 — «Шакал»
- 2021 — «Седьмая симфония»

## Признание

### Государственные награды
- Заслуженный деятель искусств Российской Федерации (30 мая 2025) — за вклад в развитие отечественной культуры и искусства, многолетнюю плодотворную деятельность[15].
- Государственная премия Российской Федерации в области литературы и искусства (10 июня 2002) — за сценарий к многосерийному телевизионному художественному фильму «Граница. Таёжный роман» (в соавторстве с Александром Миттой)[16].

### Общественные награды
- Телевизионная премия «ТЭФИ» (номинация «Сценарист», 2001) — за сценарий к многосерийному телевизионному художественному фильму «Граница. Таёжный роман» (в соавторстве с Александром Миттой)[17].
- Кинопремия «Ника» (номинант в номинация «Лучшая сценарная работа», 2002) — за сценарий к многосерийному телевизионному художественному фильму «Граница. Таёжный роман» (в соавторстве с Александром Миттой).
- Телевизионная премия «Эмми Интернешнл» (номинант в номинации «Лучший художественный сериал», 2005) — сериал телеканала «Россия» «Курсанты», снятый по сценарию Зои Кудри[6][18].
- Премия ФСБ России (номинация «Кино- и телефильмы», 2008) — за художественный фильм «Ликвидация» (совместно с Сергеем Урсуляком)[19].
- Кинопремия «Золотой орёл» (номинант в номинации «Лучший сценарий», 2009) — за сценарий к историко-художественному фильму «Адмиралъ» (в соавторстве с Владимиром Валуцким)[20].
- Премия Гильдии сценаристов Союза кинематографистов России (номинация «Лучший сценарий телевизионного сериала», 2015) — за сценарий к многосерийному детективному телевизионному художественному фильму «Палач» (2014)[21].
- Сценарная премия «Слово» имени Валентина Черных (номинант в номинации «Лучший сценарист телевизионного фильма», 2016) — за сценарий к многосерийному детективному телевизионному художественному фильму «Палач» (2014)[22].